# دهه ۲۰۶۰ (میلادی)
دهه ۲۰۶۰ (میلادی) دویست و ششمین دهه تقویم میلادی است. این دهه در ژانویه ۱ سال ۲۰۶۰ آغاز و در دسامبر ۳۱ سال ۲۰۶۹ به پایان می‌رسد.

## مناسبت‌ها و پیش بینی‌ها
‎